# Южноминьские языки
Южноми́ньские языки (также миньнань, баньлам; кит. трад. 閩南語, упр. 闽南语) — группа идиомов в составе миньских языков (по другой версии — миньских диалектов китайского языка).
В узком смысле «южноминьским» называют язык хокло, распространённый на юге Фуцзяни и на Тайване. В широком смысле к южноминьским относят другие языки, близкородственные, но не обязательно взаимопонятные с хокло.

## Классификация
В ранних классификациях миньские языки разделялись на северные и южные, однако после полевых исследований в 1963 году лингвист Пань Маодин и его коллеги доказали, что основное разделение в миньских проходит между «приморскими» (沿海, Coastal) и «горными» (沿山, Inland). Южноминьские языки были отнесены к приморским.
В состав южноминьских языков обычно включаются:
- хокло (福佬話, Hokkien), в том числе тайваньский (台語)
- чаошаньское наречие (潮汕話, Teo-Swa)
  - Тьёчиу (潮州話, Teochew)
  - Сватоу (汕頭話, Swatow)
- датяньский (大田話)
- хайнаньский (瓊語 или 海南話)
- лэйчжоуский (雷州話)

В 1987 году в «Языковом атласе Китая» (中国语言地图集) последние два языка выделены в самостоятельные группы, отдельные от южноминьских. В то же время лингвист Хоу Цзинъи 侯精一 в своей работе 2002 года объединял их в Хайнань-Лэйчжоускую подгруппу (瓊雷片) южноминьского.
Язык, на котором говорят в Шанвэйе и Хайфэне в языковом плане находится между тьёсуа и южным хокло. Он мог появиться в результате более поздней миграции из Чжанчжоу.
- хокло, тьёсуа и датяньский (обычно включаются в южноминьские)  лэйчжоуский и  хайнаньский (иногда включаются в южноминьские)
- Границы языков, обычно относимых к южноминьским